# (19443) Yanzhong
(19443) Yanzhong (1998 FE109) – planetoida z grupy pasa głównego asteroid okrążająca Słońce w ciągu 3,56 lat w średniej odległości 2,33 j.a. Odkryta 31 marca 1998 roku.